# K2-409
K2-409 — одиночная звезда в созвездии Весов на расстоянии приблизительно 1352 световых лет (около 415 парсек) от Солнца. Визуальная звёздная величина звезды — +12,76m. Возраст звезды определён как около 4,49 млрд лет.
Вокруг звезды обращается, как минимум, одна планета.

## Характеристики
K2-409 — жёлтая звезда спектрального класса G3IV-V, или G4V, или G4. Масса — около 1,11 солнечной, радиус — около 1,19 солнечного. Эффективная температура — около 5569 K.

## Планетная система
В 2022 году группой астрономов, работающих с фотометрическими данными в рамках проекта Kepler K2, было объявлено об открытии планеты K2-409 b.